# Огаста (Арканзас)
Огаста (енгл. Augusta) град је у америчкој савезној држави Арканзас.

## Демографија
По попису из 2010. године број становника је 2.199, што је 466 (-17,5%) становника мање него 2000. године.
| Група             | 2000.         | 2010.         |
| Белци             | 1.357 (50,9%) | 1.096 (49,8%) |
| Афроамериканци    | 1.279 (48,0%) | 1.026 (46,7%) |
| Азијати           | 0 (0,0%)      | 3 (0,1%)      |
| Хиспаноамериканци | 10 (0,4%)     | 35 (1,6%)     |
| Укупно            | 2.665         | 2.199         |